# Tussilago farfara
Unha-de-asno (Tussilago farfara) é uma planta da família Asteraceae.